# Dibrë (obec)
Dibër (případně Dibrë) je obec (albánsky Bashkia Dibër) v Albánii v kraji Dibrë, která vznikla transformací stejnojmenného okresu (albánsky Rrethi i Dibër), se kterým je totožná. Má 86 000 obyvatel (2004) a rozlohu 761 km². Nachází se na severovýchodě země, jeho hlavním městem je Peshkopi.